# Województwo opolskie (1975–1998)
Województwo opolskie – jedno z 49 województw istniejących w latach 1975–1998. Jego obszar wynosi 8535 km² (8. miejsce w Polsce), a ludność w 1998 – 1 023 700 mieszkańców. W 1998 dzieliło się na 29 miast i 61 gmin. Graniczyło z 6 województwami: od zachodu z wałbrzyskim i wrocławskim, od północy z kaliskim i sieradzkim, od wschodu z częstochowskim i katowickim. Granica południowa stanowiła granicę państwową z Czechosłowacją, a od 1 stycznia 1993 z Czechami. Od 1999 roku cały obszar tego województwa jest w województwie opolskim.

## Historia
W 1975 roku w wyniku reformy administracyjnej z dotychczasowego województwa opolskiego powiat raciborski przyłączono do województwa katowickiego, a niemal cały powiat oleski do nowo utworzonego województwa częstochowskiego (2 z 8 jednostek pozostały w województwie opolskim). Od 1999 roku, wobec likwidacji województwa częstochowskiego, powiat oleski jest ponownie częścią województwa opolskiego.

## Urzędy Rejonowe
- Urząd Rejonowy w Brzegu dla gmin: Brzeg, Grodków, Lewin Brzeski, Lubsza i Olszanka oraz miasta Brzeg
- Urząd Rejonowy w Głubczycach dla gmin: Baborów, Branice, Głubczyce i Kietrz
- Urząd Rejonowy w Kędzierzynie-Koźlu dla gmin: Bierawa, Cisek, Głogówek, Pawłowiczki, Polska Cerekiew, Reńska Wieś, Walce i Zdzieszowice oraz miasta Kędzierzyn-Koźle
- Urząd Rejonowy w Kluczborku dla gmin: Byczyna, Domaszowice, Kluczbork, Lasowice Wielkie, Namysłów, Świerczów, Wilków i Wołczyn oraz miast: Byczyna, Kluczbork, Namysłów i Wołczyn
- Urząd Rejonowy w Nysie dla gmin: Głuchołazy, Kamiennik, Korfantów, Lubrza, Łambinowice, Nysa, Otmuchów, Paczków, Pakosławice, Prudnik i Skoroszyce
- Urząd Rejonowy w Opolu dla gmin: Biała, Chrząstowice, Dąbrowa, Dobrzeń Wielki, Gogolin, Komprachcice, Krapkowice, Łubniany, Murów, Niemodlin, Ozimek, Pokój, Popielów, Prószków, Strzeleczki, Tarnów Opolski, Tułowice, Turawa i Zębowice oraz miasta Opole
- Urząd Rejonowy w Strzelcach Opolskich dla gmin: Izbicko, Jemielnica, Kolonowskie, Leśnica, Strzelce Opolskie, Ujazd i Zawadzkie

## Miasta województwa w 1998
- Opole
- Kędzierzyn-Koźle
- Nysa
- Brzeg
- Kluczbork
- Prudnik
- Strzelce Opolskie
- Krapkowice
- Namysłów
- Głuchołazy
- Głubczyce
- Zdzieszowice
- Ozimek
- Grodków
- Paczków
- Zawadzkie
- Niemodlin
- Kietrz
- Wołczyn
- Gogolin
- Lewin Brzeski
- Głogówek
- Otmuchów
- Byczyna
- Prószków
- Biała
- Korfantów

## Ludność w latach
| Rok                    | Liczba mieszkańców |
| ---------------------- | ------------------ |
| 1975 (31 grudnia)      | 971,3 tys.         |
| 1976 (31 grudnia)      | 976,5 tys.         |
| 1977 (31 grudnia)      | 981,1 tys.         |
| 1978 (spis powszechny) | 969 068            |
| 1978 (31 grudnia)      | 967,7 tys.         |
| 1979 (31 grudnia)      | 969,2 tys.         |
| 1980 (31 grudnia)      | 975 tys.           |
| 1983 (31 grudnia)      | 996,3 tys.         |
| 1985 (31 grudnia)      | 1013,7 tys.        |
| 1986                   | 1020,1 tys.        |
| 1987                   | 1022,7 tys.        |
| 1988                   | 1008 tys.          |
| 1989 (31 grudnia)      | 1014,9 tys.        |
| 1990 (30 czerwca)      | 1017,4 tys.        |
| 1990 (31 grudnia)      | 1018,6 tys.        |
| 1992 (31 grudnia)      | 1026 tys.          |
| 1993 (30 czerwca)      | 1026,7 tys.        |
| 1994 (31 grudnia)      | 1027,4 tys.        |
| 1995 (30 czerwca)      | 1026,6 tys.        |
| 1995 (31 grudnia)      | 1025,2 tys.        |
| 1997 (31 grudnia)      | 1023,7 tys.        |